# Put Your Hearts Up
"Put Your Hearts Up" é uma música da cantora norte-americana Ariana Grande. A canção foi lançada em 12 de Dezembro de 2011. 

## Lançamento
A canção estreou no programa de rádio de Ryan Seacrest, On Air with Ryan Seacrest, em 9 de Dezembro de 2011. A música possuía um clipe com mais de 40 milhões de visualizações, que foi removido da conta VEVO oficial da cantora por ela considerar "o pior momento da vida dela". No entanto, a faixa continua a venda digitalmente no iTunes.

## Composição
A faixa foi escrita por Grande com o auxílio de Matt Squire e Martin Johnson da banda Boys Like Girls. Por apresentar demonstrações de "What's Up?", da banda 4 Non Blondes, a vocalista e compositora original Linda Perry é creditada na composição.

## Alinhamento de faixas
A versão single de "Put Your Hearts Up" contém apenas uma faixa com duração de três minutos e quarenta e nove segundos.
| Download digital |                      |         |  |
| N.º              | Título               | Duração |  |
| 1.               | "Put Your Hearts Up" | 3:49    |  |

## Certificações
| País                  | Certificação | Vendas   |
| --------------------- | ------------ | -------- |
| Estados Unidos (RIAA) | Ouro         | 500.000+ |